# Edgar G. Ulmer
Edgar Georg Ulmer (Olomouc, 17 settembre 1904 – Woodland Hills, 30 settembre 1972) è stato un regista, scenografo e sceneggiatore austriaco.
Lavorò anche come direttore della fotografia, costumista, aiuto regista, arredatore, direttore di produzione, produttore.
Considerato durante la sua vita un esponente del cinema povero e di seconda serie, è stato comunque rivalutato come una personalità rilevante nella storia del cinema, grazie alle sue soluzioni stilistiche originali che spesso produssero piccoli capolavori, in particolare nel genere noir come Detour - Deviazione per l'inferno (1945), fornendo la sua impronta personale anche nel campo della fantascienza e dell'orrore. Molti dei film da lui girati sono andati perduti. Tra le altre sue pellicole si possono ricordare The Black Cat (1934) con Boris Karloff e Bela Lugosi, The Man from Planet X (1951) e Beyond the Time Barrier (1960).

## Biografia

### In Europa
Il maggiore dei quattro figli di un commerciante di vini di origine ebraica e di una modesta cantante d'opera, Edgar G. Ulmer nacque a Olmütz, l'odierna Olomouc (Repubblica Ceca), nella residenza originaria, in cui la famiglia, residente a Vienna, era solita trascorrere l'estate. Iniziò gli studi presso i gesuiti. Rimasto orfano del padre - morto per malattia mentre prestava servizio nell'esercito austro-ungarico nel corso della prima guerra mondiale - per interessamento della comunità ebraica trovò ospitalità in Svezia, dove soggiornò sino alla fine del conflitto.
Dopo il ritorno in Austria si stabilì presso la famiglia Schildkraut, alla cui influenza si deve il suo primo interessamento al cinema. Studiò architettura e filosofia presso l'Accademia delle arti applicate di Vienna (Universität für angewandte Kunst Wien) iniziando contemporaneamente la sua attività artistica nel teatro, come responsabile degli allestimenti scenografici nella compagnia di Max Reinhardt, che avrebbe seguito poi nel 1923 in qualità di scenografo negli Stati Uniti. Abbastanza rapido fu il passaggio al cinema, anche se, in parte, avvolto nel mistero. Forse per l'ambizione dell'esule di impreziosire il proprio passato, egli avrebbe rivendicato la sua partecipazione a Il Golem (1915) di Paul Wegener, come pure a Il gabinetto del dottor Caligari (1920) di Robert Wiene, in un periodo in cui avrebbe avuto poco più di 15 anni, mentre Fritz Lang negò di aver mai collaborato con Ulmer, a differenza di quanto da lui sostenuto. È certo invece che a metà degli anni venti egli era a Hollywood a lavorare con Friedrich Wilhelm Murnau come assistente alla regia di Aurora (1927) e Tabù (1931), due film prodotti dalla Universal Pictures, per poi tornare a Berlino dove esordì alla regia a fianco di Robert Siodmak in Uomini di domenica (1930), un documentario su sceneggiatura di Billy Wilder.

### Hollywood
Paradossalmente, la prima regia di Ulmer per una major ne determinò anche tutta la futura attività quale re dei B-movie, di quel "poverty row" (vicolo della povertà) di film a bassissimo budget, realizzati in pochi giorni, spesso su soggetti dozzinali. The Black Cat, girato per la Universal nel 1934, liberamente ispirato a Edgar Allan Poe e definito il primo horror psicologico statunitense, costituisce il primo capolavoro di Ulmer, consacrato dalla contemporanea presenza di due icone dell'horror Universal, quali Bela Lugosi e Boris Karloff.
Il film, «cupa mescolanza di demoniaco, art déco e contorto erotismo, girato in 15 giorni con un budget di soli 96.000 dollari, si rivelò anche un successo commerciale. Ma, durante la lavorazione, fu fatale per la futura carriera del regista l'incontro con Shirley Castle, la segretaria di produzione. Forse ipnotizzata dalla "parte oscura quasi incredibile» del regista, la donna divenne sua moglie. Ma lei dovette prima divorziare dal nipote di Carl Laemmle, magnate della Universal; ciò comporterà il bando a vita della coppia da Hollywood.

### "Il re dei B-movie"
(Peter Bogdanovich)
Il regista, comunque, avrebbe spiegato la sua scelta per produzioni minori in termini di libertà espressiva. "Ero io a capo della produzione. Potevo fare quello che volevo, visto che il direttore di produzione si affidava completamente a me. Voleva soltanto tre cose: che girassi il film senza denaro, che ne incassasse e che fosse buono". Così avrebbe raccontato Ulmer a Bertrand Tavernier in un'intervista per i Cahiers du cinéma nel 1961. Nella sterminata produzione di Ulmer - ai cinquanta noti va aggiunta un'ottantina di film andati persi -, si possono individuare alcune fasi.

#### Il "regista delle minoranze"[1]
Tra il 1936 e il 1938 il regista si mise a disposizione della comunità ucraina per dirigere alcuni film in lingua madre; in particolare Natalka Poltavka (The Girl from Poltavia), un film musical finanziato da un sindacato di lavavetri, con un budget di 20.000 dollari e per il quale fu necessario ricostruire un intero villaggio dell'Est europeo presso una fattoria del New Jersey; e Zaprozhets Za Dunayem (Cossacks in Exile), sul tema della nostalgia per la patria perduta. Più complessi, ma altrettanto brillanti per «l'eleganza della messa in scena e dell'umourismo» sono i contemporanei lavori in lingua yiddish. In questi, segnatamente in Fischke der Krumer (The Light Ahead, 1938), le istanze della ragione e della giustizia sociale entrano in contrasto con «un ambiente... altrimenti regolato dalla logica del misticismo e della tradizione», segnalando la maturazione del regista in "americano del melting pot". Nello stesso periodo l'immigrato Edgar G. Ulmer rivolse la sua attenzione anche ai gruppi etnici afro-americano e latino-americano, dirigendo il dramma musicale Moon over Harlem (1939) e alcuni cortometraggi di promozione sociale, promossi dall'Associazione Nazionale contro la tubercolosi e da altri enti pubblici.

#### I noir
Gli anni dal 1942 al 1946 coincidono col sodalizio del regista con la Producer Releasing Corporation e con la sua più completa libertà produttiva. Per quanto affiancata da altre opere significative, quali i drammi Club Havana (1945) e il barocco Venere peccatrice (1946), è la produzione di noir a caratterizzare il periodo. Accanto a La follia di Barbablù (1944), di cui lo stesso regista rivendicava il legame con la sua formazione tedesca, in particolare la scuola espressionista e a Sangue nel sogno (1945), versione noir dell'Amleto, girata con un basso budget, il nome di Ulmer rimane indissolubilmente legato a Detour (1945), «uno degli esempi più leggendari di B-movie». Realizzato in sei giorni, con appena 20.000 dollari di budget e con attori misconosciuti, esso riesce a fare dell'approssimazione nella messa in scena un punto di forza, un "capolavoro dell'assurdo", all'altezza di Kafka.

#### The "Poverty Row"
Gran parte della successiva produzione del regista fu un lungo percorso lungo il "vicolo della povertà": film con sceneggiature abborracciate, titoli volti a suscitare le prurigini e la curiosità dei pubblici di provincia, spesso per spettacoli a doppia proiezione, tempi di lavoro ridotti all'osso; come nel caso di La figlia del dott. Jekyll (1957), girato in cinque giorni e considerato dallo stesso regista come uno dei suoi peggiori film Molte pellicole sono andate perdute, di altre sono rimaste copie rimaneggiate, come nel caso de I pirati di Capri (1949), del quale non esiste più la versione italiana originale.
Vi sono anche un'incursione nel genere western con Fratelli messicani (1955), molto apprezzato da François Truffaut, che attribuì al film l'ispirazione per Jules e Jim e alcuni film di fantascienza. Mentre The Man from Planet X (1951) si fa ammirare per l'originalità della messa in scena e l'innovativa struttura narrativa, in cui lo sguardo del regista esule simpatizza con quello dell'alieno perseguitato, Beyond the Time Barrier (1960) costituisce un'ulteriore dimostrazione dell'efficienza produttiva di Ulmer: fu girato in Texas in undici giorni, contemporaneamente all'altro film di fantascienza The Amazing Transparent Man (1960), una storia noir di fantaspionaggio.
Ulmer subentrò nel 1961, assieme a Giuseppe Masini, nella regia di Antinea, l'amante della città sepolta, un peplum con commistioni fantascientifiche girato a Cinecittà, una produzione assai tormentata, riprendendola da capo: riscrisse la sceneggiatura inventando dei personaggi, ridisegnò gli abiti e scenari ispirandosi per certi a quelli di Jacques Feyder (regista de L'Atlantide del 1921).

### La rivalutazione
Si è fatto riferimento all'articolo di Truffaut, che risale al 1956. Si deve a lui e alla politica degli autori del gruppo di critici raccolti attorno ai Cahiers du cinéma di aver sottratto l'opera di Ulmer all'oblio cui sembrava destinata e di aver messo in evidenza la sua genialità ed originalità. Ciò avvenne anche con alcune interviste effettuate per il giornale da Luc Moillet e Bertrand Tavernier nel 1956 e nel 1961. Solo tardivi furono invece i riconoscimenti della critica statunitense. Fu Peter Bogdanovich, con un libro-intervista uscito postumo nel 1974, a dare il via a una rivalutazione proseguita da John Belton e altri, mentre l'interesse per l'opera del regista veniva alimentato dalla scoperta di produzioni ritenute perse.
Sopravvissuto ad un primo attacco cardiaco nel 1965, Edgar G. Ulmer morì d'infarto nel 1972.

## Filmografia

### Regista
- Uomini di domenica (Menschen am Sonntag) (1930), co-regia di Curt Siodmak (con il nome Kurt Siodmak), Robert Siodmak, Egard G. Ulmer, Fred Zinnemann e, non accreditato, Rochus Gliese
- Damaged Lives (1933)
- Mr. Broadway, co-regia di Johnnie Walker (1933)
- The Black Cat (1934)
- Thunder over Texas (1934)
- From Nine to Nine (1936)
- Natalka Poltavka (tit. USA The Girl from Poltavia), co-regia di Vasile Avramenko, M.J. Gann ed Edgar G.Ulmer (1937)
- Green Fields (1937)
- La vida bohemia, co-regia Josef Berne e, non accreditato, Edgar G. Ulmer (1937)
- The Singing Blacksmith (1938)
- Let My People Live (1939)
- Cossacks in Exile (1939)
- The Light Ahead (1938)
- Moon over Harlem (1939)
- Godbye, Mr. Germ (1940)
- Cloud in the Sky (1940)
- Americaner Shadchen (tit. USA: The Marriage Broker) (1940)
- Another to Conquer (1941)
- L'isola maledetta (Prisoner of Japan) (1942) (non accreditato)
- Tomorrow We Live (1942)
- Turbosupercharger: Master of the Skies (1943)
- Turbosupercharger: Flight Operation (1943)
- My Son, the Hero (1943)
- Ragazze in catene (Girls in Chains) (1943)
- L'isola dei peccati dimenticati (Isle of Forgotten Sins) (1943)
- Jive Junction (1943)
- Minstrel Man (1944)
- La follia di Barbablù (Bluebeard) (1944)
- Sangue nel sogno (Strange Illusion) (1945)
- Detour - Deviazione per l'inferno (Detour) (1945)
- Club Havana (1945)
- La contessa di Montecristo (The Wife of Montecristo) (1946)
- Her Sister's Secret (1946)
- Venere peccatrice (The Strange Woman) (1946)
- Sinfonie eterne (Carnegie Hall) (1947)
- Il dominatore di Wall Street (Ruthless) (1948)
- I pirati di Capri (The Pirates of Capri) (1949)
- Belle giovani e perverse (So Young So Bad), co-regia con Bernard Vorhaus (1950)
- The Man from Planet X (1951)
- St. Benny the Dip (1951)
- Babes in Bagdad (1952) (versione USA)
- L'amante di Paride (Eternal Feminas) (1954) co-regista con Marc Allégret
- Murder Is My Beat (1955)
- Fratelli messicani (The Naked Dawn) (1955)
- La figlia del dott. Jekyll (The Daughter of Dr. Jekyll) (1957)
- The Perjurer (1959)
- The Naked Venus (1959) (con il nome Ove H. Sehested)
- Annibale (1960), co-regista con Carlo Ludovico Bragaglia
- The Amazing Transparent Man (1960)
- Beyond the Time Barrier (1960)
- Antinea, l'amante della città sepolta (L'Atlantide) (1961) co-regista con Giuseppe Masini
- Sette contro la morte (1964) co-regista con Paolo Bianchini

### Aiuto o regista seconda unità
- Il pazzo di Hitler (Hitler's Madman), regia di Douglas Sirk - regista seconda unità (1943)

### Scenografo
- Donne viennesi (Merry-Go-Round), regia di Rupert Julian e, non accreditato, Erich von Stroheim (1923)
- La leggenda di Gösta Berling (Gösta Berlings saga), regia di Mauritz Stiller (1924)
- La via senza gioia (Die freudlose Gasse), regia di Georg Wilhelm Pabst (1925)
- Il ventaglio di Lady Windermere (Lady Windermere's Fan), regia di Ernst Lubitsch (1925)
- Il nostro pane quotidiano (City Girl), regia di F.W. Murnau (1930)
- The Secret Six, regia di George W. Hill (1931)
- La regina Cristina (Queen Christina), regia di Rouben Mamoulian - production designer, non accreditato (1933)
- Il pazzo di Hitler (Hitler's Madman), regia di Douglas Sirk - non accreditato (1943)

### Sceneggiatore
- Il pazzo di Hitler (Hitler's Madman), regia di Douglas Sirk - non accreditato (1943)